# エミール・ジルベール
エミール・ジルベール（Émile Gilbert,1795年-1874年）はフランスの建築家。
ボザールでポール・ヴィニョンに師事し、1820年にローマ賞次席。1822年には首席となる。ローマ留学中にカラテェーレのサン・ニコロ聖堂やオスティアのユビテル神殿の復原を手がけた。
フランスに帰国後は、ジャン・プルーエの下で働き、エトワール凱旋門建設の助手を務める。さらにその後はシャラントンの救護所を設計し、病院建築の模範との評判を得る。
その他はパリの死体置き場やマザラ刑務所などの建築も手がけている。ジルベールの作品は、配置理論を基礎にして建築の機能の問題に深く迫った点で注目されている。